# 特萊姆 - 民族國家運動
特莱姆（希伯來語：‎，是Tnua Leumit Mamlakhtit的缩写，意为民族国家运动）是以色列的中间偏右政党，由前国防部长摩西·亚阿隆成立，并在2019年1月2日登记参加2019年4月议会选举。随后，该党加入了蓝与白联盟。到2020年以色列議會選舉之後，藍與白的甘茨主張與利庫德集團組成大聯合政府，引發特萊姆和未來黨不滿，最後兩黨雙雙退出藍與白聯盟。

## 历史
希伯伦枪击事件的爆发，和以色列是我们的家园加入内塔尼亚胡总理的联合政府事件，引发了摩西·亚阿隆与内塔尼亚胡之间的激烈争执，最终导致亚阿隆愤而出走，于2016年辞去国防部长职位，当时，“外界普遍猜测他被内塔尼亚胡开除”。2017年3月12日，亚阿隆正式放弃利库德集团党员资格，并宣布自己将成立一个新的政党，在即将来临的2019年选举中挑战内塔尼亚胡。
为了纪念前国防部长摩西·达扬和他的政党特莱姆，亚阿隆将党名也取作“特莱姆”。亚阿隆说：“达扬为以色列战斗了数十年，现在，他将在新政党中继续为公众服务。”
大选前，特莱姆与以色列韧性党和拥有未来合并，组成蓝与白联盟。亚阿隆在这个新成立的联盟中排第三。在2019年4月议会选举中，联盟赢得了35个席位，其中有5个席位属于特莱姆。5个月后的议会选举中，特莱姆再次作为蓝与白联盟的一部分参选，并赢得了5个席位（联盟总共赢得了33个席位）。
2020年以色列議會選舉，特萊姆仍舊獲得5席。今次甘茨因為決定與利庫德組成聯合政府，引起特萊姆和未來黨不滿，兩個黨雙雙退出藍與白，但特萊姆當中的約阿茲·亨德爾和茲維·豪瑟支持甘茨的決定，他們脫離了特萊姆，另立派系，使特萊姆議席數目跌至3席。

## 政党目标
登记文件上安排的政党目标是：

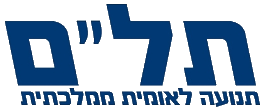
2019年末开始使用的另一个标志。

- 强化、巩固以色列地上的以色列国作为犹太、民主（英语：Jewish and democratic state）、安全、繁荣和道德的国家的地位，同时促进犹太锡安主义教育和价值观，并选举致力于国家和公民的福利，无论公民信仰、种族、性别如何的诚实领袖。
- 保障以色列国的主权、安全和全体公民的安全。党将努力争取以色列国与周边国家的真正和平。
- 鼓励自由、开放的经济。
- 努力改善国家基础设施、服务和公民福利的发展，并为以色列公民在生活方面的所有福利——即医疗、教育、住房、交通、国家基础设施、定居点、农业、福利、个人安全和工业——减少官僚作风和行政法规。
- 在规划和筹资方面重新决定国家优先事项，同时最大利用国家资源并努力实现各种目标。
- 以平等和有代表性的方式培养文化和体育，优先向残疾人、老人和青年分配资源和投资。

特莱姆非常重视对以色列争议区定居点的建设。党领袖摩西·亚阿隆在参观西岸定居点莱谢姆时，说道：“我们有权在以色列地的任何地方定居”。另外，特莱姆议员兹维·豪瑟是致力于增加戈兰高地犹太定居点的组织“以色列戈兰同盟”的领导人。

## 领袖
|  | 领袖 | 领袖        | 就任   | 离任 |
|  | ---- | ----------- | ------ | ---- |
|  |      | 摩西·亚阿隆 | 2019年 | 现任 |

## 选举结果
| 选举      | 领袖        | 得票           | %              | 席位    | +/– | 状态     |
| --------- | ----------- | -------------- | -------------- | ------- | --- | -------- |
| 2019年4月 | 摩西·亚阿隆 | 蓝与白的一部分 | 蓝与白的一部分 | 5 / 120 | ━   | 提前选举 |
| 2019年9月 | 摩西·亚阿隆 | 蓝与白的一部分 | 蓝与白的一部分 | 5 / 120 | ━   | 提前选举 |
| 2020年    | 摩西·亚阿隆 | 蓝与白的一部分 | 蓝与白的一部分 | 5 / 120 | ━   | 反對黨   |

## 议员
| 议会任期      | 议员 | 总人选                                                                            |
| ------------- | ---- | --------------------------------------------------------------------------------- |
| 2019年        | 5    | 摩西·亚阿隆、约阿兹·亨德尔、兹维·豪瑟、奥利·弗鲁曼、加迪·耶瓦尔坎                 |
| 2019年–2020年 | 5    | 摩西·亚阿隆、约阿兹·亨德尔、兹维·豪瑟、奥利·弗鲁曼、加迪·耶瓦尔坎(至2020年1月5日) |
| 2020年–       | 5    | 摩西·亚阿隆、约阿兹·亨德尔、兹维·豪瑟、奥利·弗鲁曼、安德烈·科日诺夫               |